# Jupiter (Florida)
Jupiter is een plaats (town) in de Amerikaanse staat Florida, en valt bestuurlijk gezien onder Palm Beach County.
De plaats moet niet worden verward met het nabijgelegen Jupiter Island.

## Demografie
Bij de volkstelling in 2000 werd het aantal inwoners vastgesteld op 39.328.
In 2006 is het aantal inwoners door het United States Census Bureau geschat op 48.847, een stijging van 9519 (24,2%).

## Geografie
Volgens het United States Census Bureau beslaat de plaats een oppervlakte van
54,7 km², waarvan 51,8 km² land en 2,9 km² water. Jupiter ligt op ongeveer 1 m boven zeeniveau.

## Plaatsen in de nabije omgeving
De onderstaande figuur toont nabijgelegen plaatsen in een straal van 16 km rond Jupiter.